# Mario Fernando Magalhaes Da Silva
Mário Silva és un futbolista portuguès, que ocupa la posició de defensa. Va nàixer a Paranhos el 24 d'abril de 1974.
Ha militat al Boavista i FC Porto del seu país natal, així com a França (Nantes), Espanya (Recreativo de Huelva i Cadis CF) i Xipre (Doxa).